# Desa Setiamulya (administrativ by i Indonesien, lat -6,14, long 106,99)
Desa Setiamulya är en administrativ by i Indonesien.   Den ligger i provinsen Jawa Barat, i den västra delen av landet, 18 km nordost om huvudstaden Jakarta.